# Frank Onyeka
Ogochukwu Onyeka Frank, född 1 januari 1998, är en nigeriansk fotbollsspelare som spelar för Brentford.

## Klubbkarriär
Den 20 juli 2021 värvades Onyeka av nyuppflyttade Premier League-klubben Brentford, där han skrev på ett femårskontrakt. Onyeka gjorde sin Premier League-debut den 13 augusti 2021 i en 2–0-vinst över Arsenal.

## Landslagskarriär
Onyeka debuterade för Nigerias landslag den 9 oktober 2020 i en 1–0-förlust mot Algeriet.